# John Treacy
John Treacy (ur. 4 czerwca 1957 w Villierstown) – irlandzki lekkoatleta, długodystansowiec, srebrny medalista olimpijski z 1984 roku (bieg maratoński) i uczestnik czterech igrzysk olimpijskich (1980, 1984, 1988, 1992).

## Osiągnięcia
- 2 złote medale podczas Mistrzostw świata w biegach przełajowych (Glasgow 1978 & Limerick 1979), podczas tej drugiej imprezy Treacy wywalczył także srebro w drużynie
- srebro Igrzysk olimpijskich (bieg maratoński Los Angeles 1984)

## Rekordy życiowe
- Bieg na 3000 metrów – 7:45,22 (1980)
- Bieg na 2 mile – 8:27,33 (1987)
- Bieg na 5000 metrów – 13:16,81 (1984)
- Bieg na 10 000 metrów – 27:48,7[1] (1980)
- Bieg na 10 kilometrów – 27:46 (1985) rekord Irlandii[2]
- półmaraton – 1:01:00 (1988)
- maraton – 2:09:15 (1988) rekord Irlandii